# Нахил осі обертання

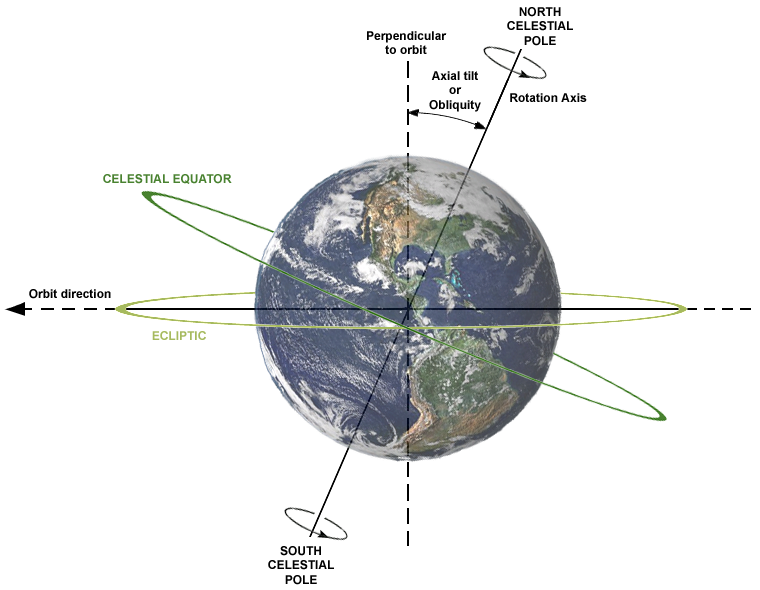
Ілюстрація нахилу земної осі.

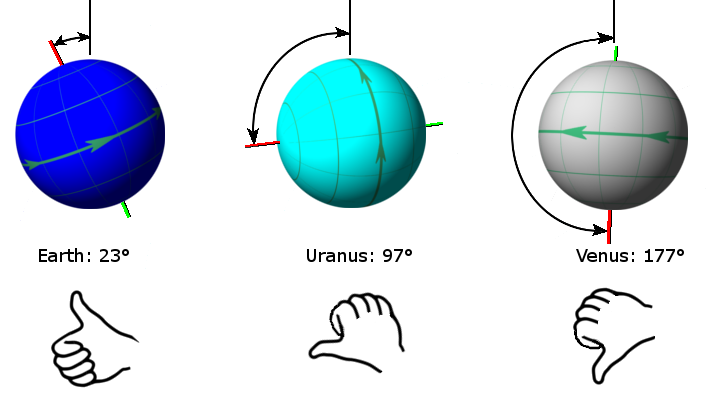
Застосування правила свердла для визначення позитивного полюса планети.
Якщо пальці правої руки зігнуті в напрямку обертання, то великий палець вкаже позитивний полюс (виділено червоною лінією). Тоді нахил осі буде визначений як кут між напрямком цього полюса і перпендикуляром до площини орбіти. Для Землі, Урана і Венери ці кути складуть близько 23°, 97° і 177° відповідно.

Нахил осі обертання (нахил осі, кут обертання) — кут відхилення осі обертання астрономічного об'єкта від перпендикуляра щодо площини його орбіти. Або кут між площиною екватора небесного тіла та екліптикою.
Є важливою характеристикою астрономічних тіл. Так для планет нахил осі визначає наявність чи відсутність сезонних змін (пір року), при обертанні навколо материнської зорі. Кут нахилу осі Землі становить 66,6°, Марса — 25,19°, завдяки цьому на обидвох планетах є чітко відмінні пори року.

## Земля
Кут нахилу осі обертання нашої планети становить 23,44° або 23° 26′ 21,4119". Сама вісь обертання при цьому зазнає прецесії із циклом у 25 780 років, окреслюючи конус навколо перпендикуляра щодо площини обертання (екліптики). При цьому прецесія не змінює кут нахилу. Значно більше на величину кута нахилу впливає нутація, через яку нахил осі обертання Землі із циклом у 18,6 року змінюється в межах 18,42".
Наявність кута нахилу у 23,44° призводить до того що Сонце «зависає» в зеніті почергово по пів року, то над Північною, то над Південною півкулями, в обидва дні сонцестоянь досягаючи паралелі 23,44°, призводячи до пір року. Влітку це відбувається приблизно 21 червня у Північній півкулі, сама паралель носить назву тропік Рака. Зимою — 21 грудня у Південній півкулі, відповідна паралель називається тропік Козорога.

## Сонячна система
| Назва | Назва    | Кут в градусах | Кут в радіанах |
| ----- | -------- | -------------- | -------------- |
|       | Сонце    | 7,25           | 0,1265         |
|       | Меркурій | 0,0352         | 0,000614       |
|       | Венера   | 177,4          | 3,096          |
|       | Земля    | 23,44          | 0,4091         |
|       | Місяць*  | 6,688          | 0,1167         |
|       | Марс     | 25,19          | 0,4396         |
|       | Церера   | ~4             | ~0,07          |
|       | Паллада  | ~60            | ~1             |
|       | Юпітер   | 3,13           | 0,0546         |
|       | Сатурн   | 26,73          | 0,4665         |
|       | Уран     | 97,77          | 1,7064         |
|       | Нептун   | 28,32          | 0,4943         |
|       | Плутон   | 119,61         | 2,0876         |